# Bauernstein Einzingen

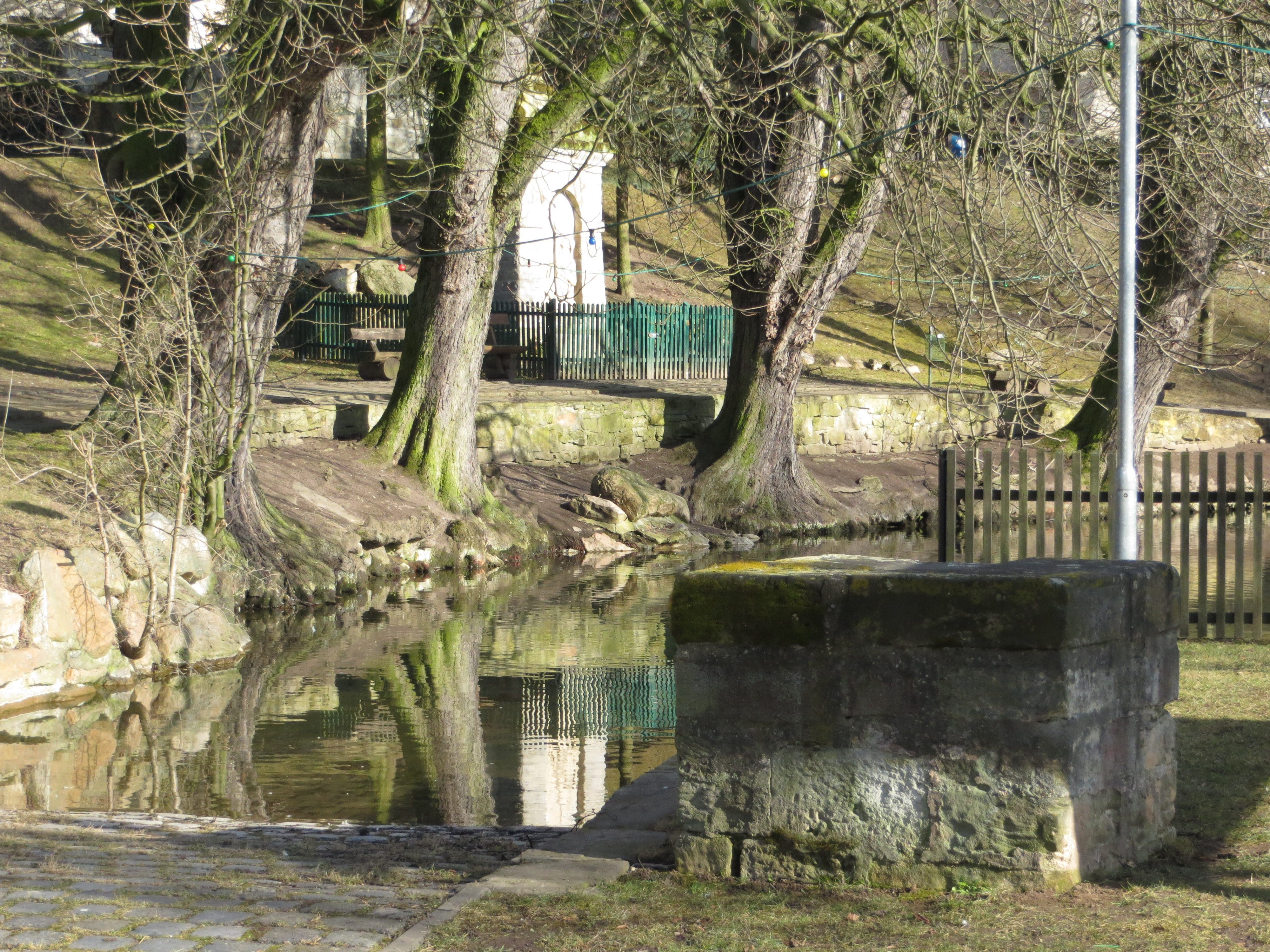
Bauernstein in Einzingen

Der Bauernstein von Einzingen ist ein Gerichtsstein in der Stadt Allstedt im Landkreis Mansfeld-Südharz in Sachsen-Anhalt. Das Kleindenkmal steht als Rechtsdenkmal unter Denkmalschutz, ist aber weder im Denkmalverzeichnis noch im Bodendenkmalverzeichnis aufzufinden.
Bauernsteine wurden häufiger erhöht aufgestellt, da auf ihnen der Bauermeister stand, der regional aber auch andere Namen – wie Schultheiß/Schulze oder Dorfrichter – trug. Seine Bezeichnung war meist davon abhängig, welchen Status die Bauern besaßen, die im jeweiligen Ort lebten. In Einzingen lässt sich eine solche Erhöhung historisch nachweisen, da sich ein Gemälde aus dem frühen 19. Jahrhundert erhalten hat, auf dem man den Stein, der wiederum auf einem gemauerten Sockel ruht, unter einer imposanten Dorflinde stehen sieht, auf die gerade mehrere Jungen klettern, indem sie den Bauernstein als Trittstufe nutzen.
Heute ist das Erscheinungsbild quaderähnlich (95 Zentimeter hoch, 122 Zentimeter lang, 105 Zentimeter breit). Da auf dem Gemälde der obere Stein – also der eigentliche Bauernstein – deutlich überkragt, scheint dieser heute nicht mehr erhalten zu sein, sondern lediglich der Sockel, auf dem er sich befand. Vielleicht wurde der Stein aber auch nur eingekürzt. Um diesen Bauernstein unter der Gerichtslinde am Westufer des Dorfteiches im Ortszentrum versammelte sich die Gemeinde sowohl zur Klärung kleinerer Rechtsstreitigkeiten als auch zur Verkündung von neuen Anordnungen und zur Vereinbarung von Verträgen, die den Ort als Gesamteinheit betrafen, etwa die Einstellung eines Gemeindehirten.
In unmittelbarer Nähe zum Stein befindet sich das Gasthaus Zur Erdachse, nach dem der Stein auch Schenkstein genannt wird. Die Verbindung des Inhabers der Dorfgerichtsbarkeit und der Schankgerechtigkeit fand sich häufiger. Die erhaltenen Reste bestehen aus Sandstein. An der Ost- und Westseite befinden sich heute Fahnenstangenhalterungen aus Eisen. Im Umkreis finden sich zudem ein Nagelstein, das Kriegerdenkmal und etwas oberhalb die Kirche.